# Premis YoGa 1998
Els 9è Premis YoGa foren concedits al "pitjoret" de la producció cinematogràfica de 1997 per Catacric la nit del 9 de febrer de 1998 "en un bar de tapes estupend de Barcelona" per un jurat anònim.

## Guardonats
| Secció           | Premi                     | Nom                                           | Guanyador                                                                   |
| ---------------- | ------------------------- | --------------------------------------------- | --------------------------------------------------------------------------- |
| Cinema estranger | Pitjor pel·lícula         | "K-Teta a babor"                              | G.I. Jane                                                                   |
| Cinema estranger | Pitjor director           | "Despabílate amor"                            | Abel Ferrara, per Ocult en la memòria                                       |
| Cinema estranger | Pitjor actor              | "Tirez sur le pianiste"                       | Geoffrey Rush, per Shine                                                    |
| Cinema estranger | Pitjor actriu             | "La salchicha peleona"                        | Alicia Silverstone, per "Excés d'equipatge" a Batman i Robin                |
| Cinema espanyol  | Pitjor pel·lícula         | "No me hables de monjas que me pongo atómica" | La herida luminosa                                                          |
| Cinema espanyol  | Pitjor direcció           | "El Alien y La Resurrección"                  | Daniel Calparsoro, per A ciegas, i Juan Antonio Bardem, per Resultado final |
| Cinema espanyol  | Pitjor actor              | "La familia y uno menos"                      | Liberto Rabal, per Carne trémula                                            |
| Cinema espanyol  | Pitjor actriu             | "Sister Fuck"                                 | Cayetana Guillén Cuervo, per La herida luminosa i Hazlo por mí              |
| Especials        | Trajectòria institucional | "Air-Bag-Bilonio ¡Qué mareo!"                 | Esperanza Aguirre, pel conjunt de les seves labors                          |
| Especials        | Trajectòria de director   | "Crítico muerto no paga"                      | Juanma Bajo Ulloa                                                           |
| Especials        | Trajectòria d'actor       | "No va más"                                   | Juanjo Puigcorbé, "porque con ocho (películas) basta"                       |
| Especials        | Trajectòria d'actriu      | "No te estires que no te veo"                 | Faye Dunaway                                                                |
| Especials        | Trajectòria periodística  | "Uno de los nuestros"                         | Rapha Fernández, "porque... a veces llegan cartas..."                       |